# General Mills
General Mills, Inc. je americká nadnárodní potravinářská společnost se sídlem v Golden Valley, Minnesota, předměstí Minneapolis. Společnost často přezdívaná „Big G“ prodává mnoho známých severoamerických značek, včetně mouky Gold Medal, Annie's Homegrown, Betty Crocker, Yoplait, Colombo, Totino's, Pillsbury, Old El Paso, Häagen-Dazs, Cheerios, Trix, Cocoa Puffs a Lucky Charms. Její portfolio značek zahrnuje více než 89 dalších předních amerických značek a řadu lídrů kategorií po celém světě.